# Туркул, Игнатий Лаврентьевич
Игнатий Лаврентьевич Туркул (1798—1856) — российский государственный деятель, сенатор. Действительный тайный советник (1843). Член Государственного совета Российской империи (1839).

## Биография
Из дворянского рода Туркул. В службе и классном чине с 1818 года.
В 1832 году произведён в действительные статские советники с назначением товарищем министра статс-секретаря Царства Польского.
В 1839 году произведён в  тайные советники в звании камергера с назначением членом Кабинета министров, министром статс-секретарём  Царства Польского и членом Государственном совете Российской империи.
С 1841 года назначен сенатором Правительствующего Сената. В 1843 году произведён в действительные тайные советники.
Был награждён всеми российскими орденами вплоть до ордена Святого Александра Невского с бриллиантовыми знаками пожалованные ему 3 апреля 1849 года.